# Télétexte

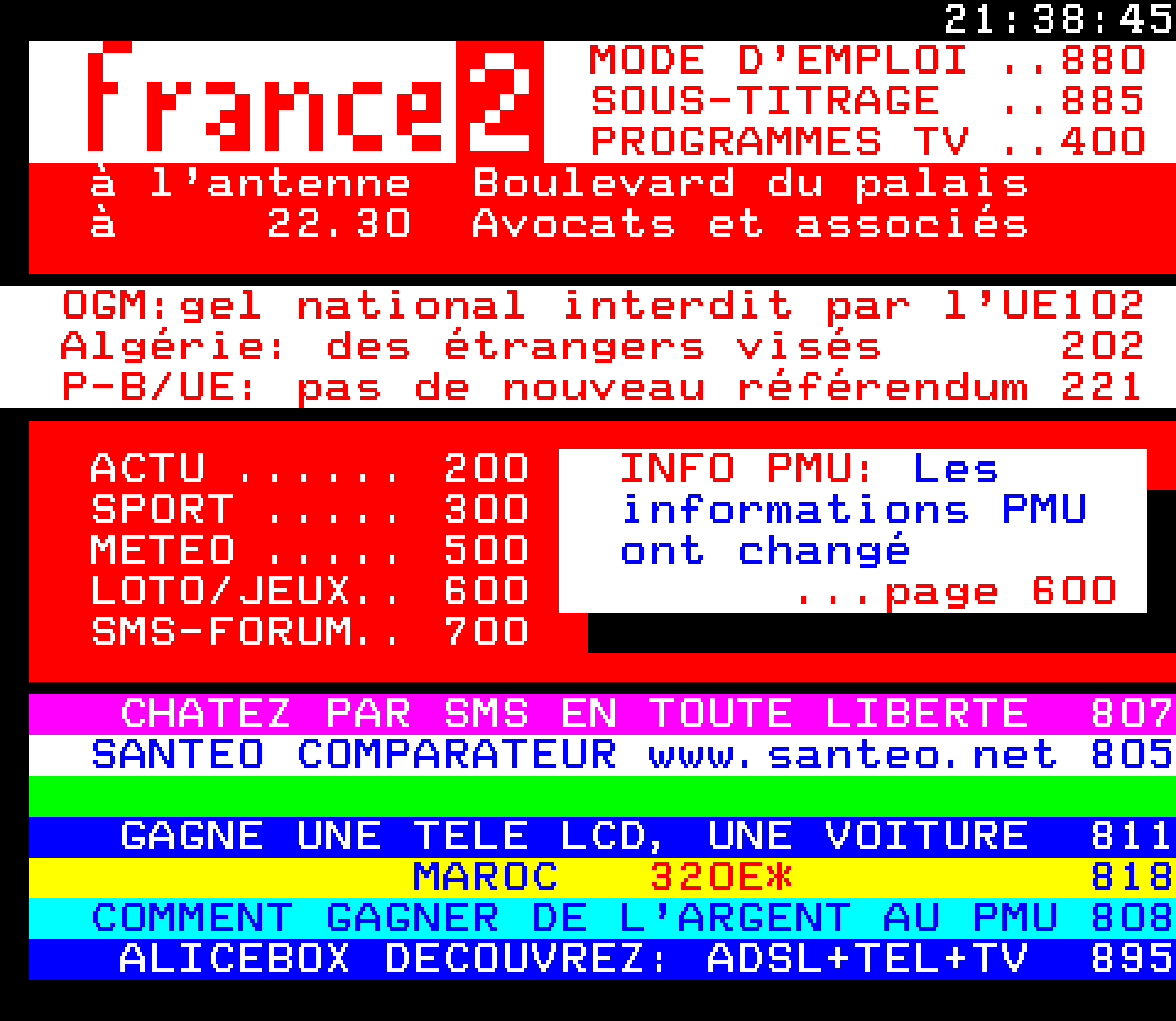
Télétexte de France 2 en 2007.

Le télétexte est un service permettant de fournir des informations sous format texte et animations, retransmis dans les signaux de télédiffusion d'une chaîne de télévision. Dans sa formule analogique, il exploite les lignes invisibles du signal vidéo. Pour la télédiffusion numérique, les données sont multiplexées à celles de l'image et du son et accessibles à une adresse numérique spécifique (ou PID) que les récepteurs ou téléviseurs savent recueillir et interpréter.

## Caractéristiques techniques

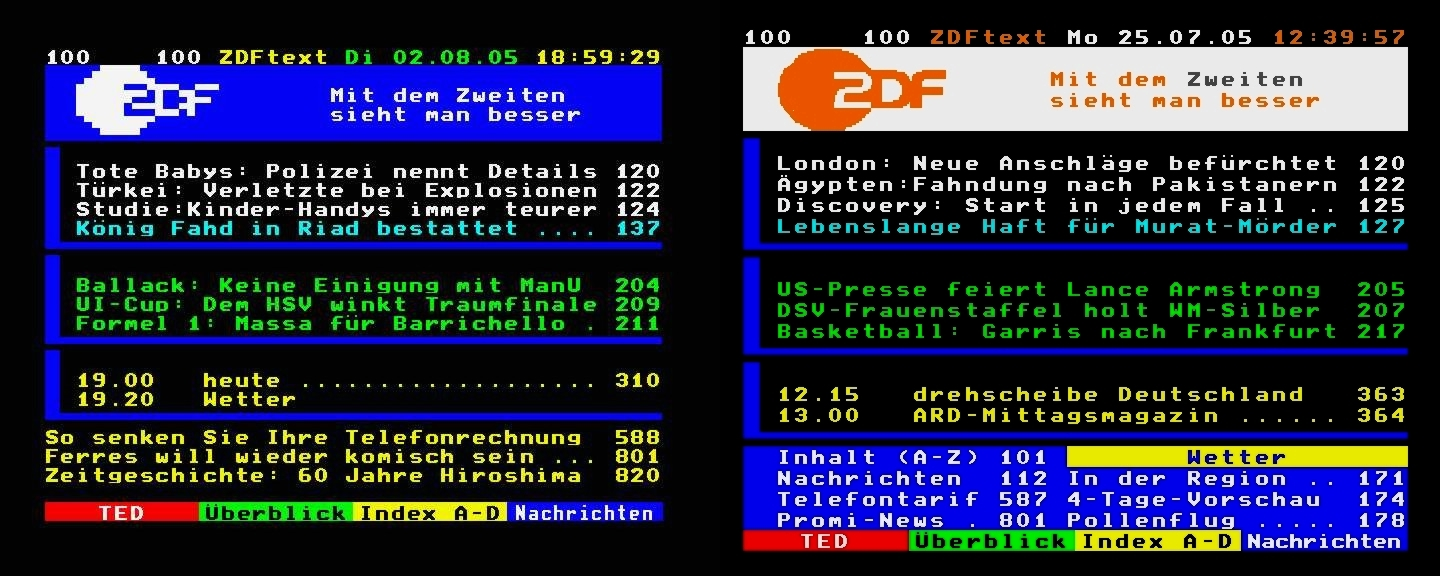
Un exemple de Télétexte

Le système français Antiope, lancé en 1976, a été abandonné au début des années 1990 et seules ses variantes appliquées à la téléphonie (Minitel/Télétel) ont poursuivi leurs carrières jusqu'à l'arrivée d'Internet. En revanche, le système britannique Ceefax a servi de base à l'établissement de la norme européenne CEPT1, laquelle est à l'origine du Vidéotex. Tous les pays européens exploitent la même norme, dérivée du CEPT1 : le World System Teletext (WST), plus connu sous le nom de Télétexte européen. La version actuelle de WST est World System B.
Les données textuelles sont organisées en pages, numérotées sur trois chiffres allant de 100 à 999. Toutes les pages sont transmises en boucle en permanence. Lorsque l'utilisateur veut obtenir une page spécifique, il compose son numéro sur la télécommande du téléviseur. Le décodeur télétexte attend alors que la page soit transmise, ce qui peut prendre jusqu'à 1 minute environ. Pour cette raison, les décodeurs récents intègrent une mémoire qui stocke en permanence toutes les pages diffusées, ce qui permet un accès immédiat aux pages déjà sauvegardées.
La plupart des pages s'affichent en mode plein écran, remplacent ainsi les images de télévision ou peuvent s'afficher en surimpression. Toutefois les textes dédiés au sous-titrage s'affichent en incrustation sur l'image de télévision.
En télédiffusion analogique, l'image vidéo standard (ou de résolution SD) comprend 525 ou 625 lignes. Certaines de ces lignes ne sont pas exploitées pour l'image vidéo. Les données numériques du Télétexte exploitent ces lignes spécifiques. En télédiffusion numérique, les données Télétexte sont multiplexées avec les données vidéo et audio, à une adresse (PID) spécifique.

## Exploitation

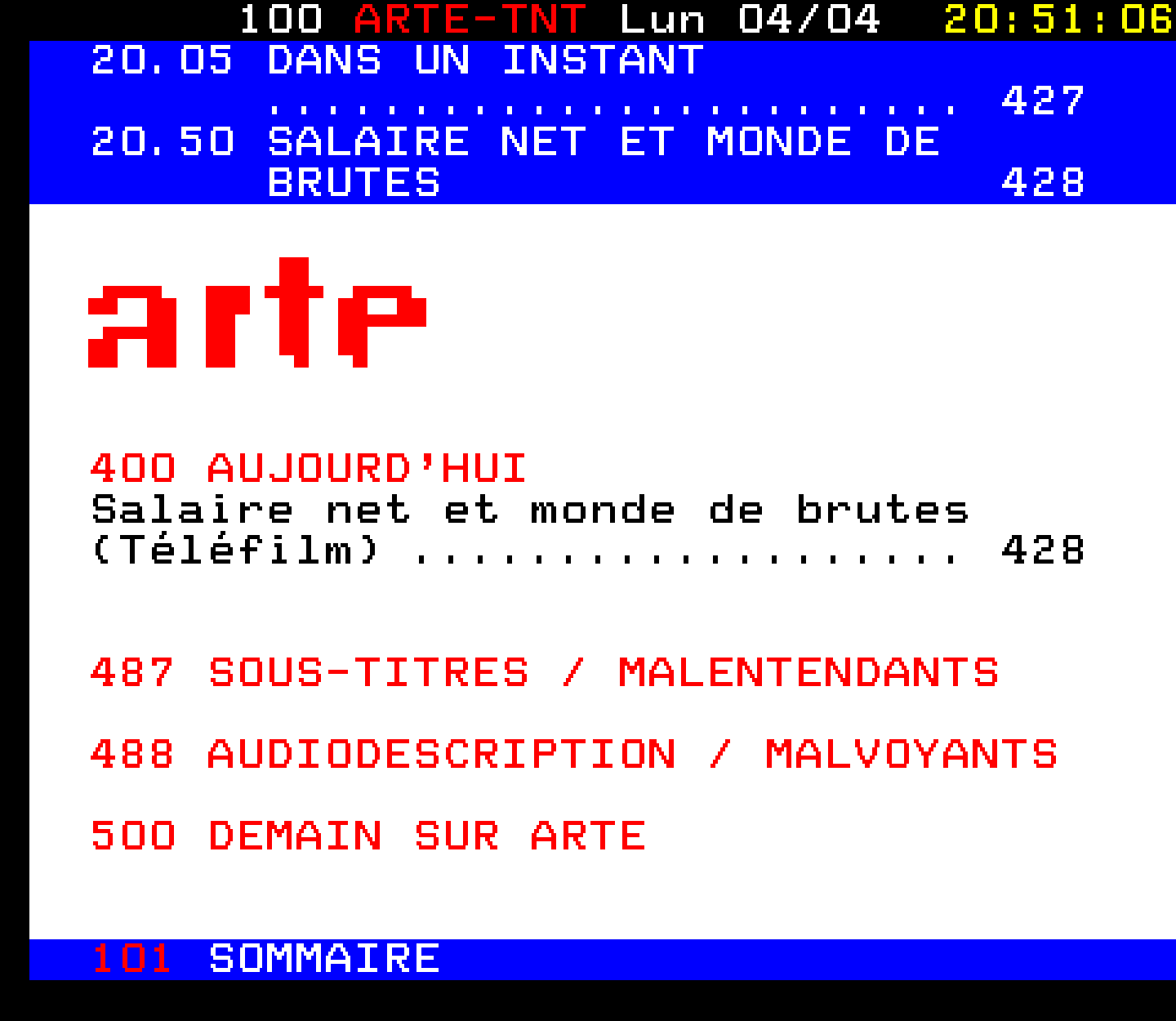
Le télétexte d'ARTE le soir du 4 avril 2016

En France, le télétexte était disponible gratuitement. Il était diffusé sur les chaînes principales : TF1, France 2, France 3, France 5 et Arte avec un guide des programmes hebdomadaire (France 5 et Arte proposent même une description détaillée pour chaque émission).
Le sommaire était placé à la première page, c'est-à-dire la page 100.
Le sous-titrage était disponible à la page 888 pour certains programmes de ces cinq chaînes ainsi que pour Canal+ et M6.
Les autres services comprenaient les actualités, des horoscopes, des petites annonces, des jeux-concours, la météo, etc.
L'arrivée de la TNT en France marque le début du déclin du télétexte. Seules TF1 et Arte SD diffusent alors leurs télétextes en TNT (uniquement non-HD), respectivement jusqu'en 2014 et 2016. Le passage à la TNT HD le 5 avril 2016 sonne alors la mort du télétexte en France.

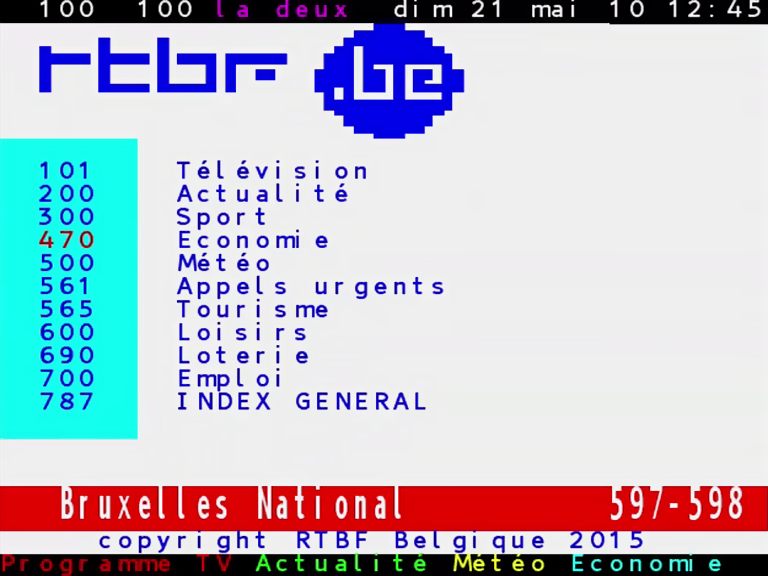
Le télétexte de la RTBF le 21 mai 2023

Les chaînes belges de la RTBF (La Une, Tipik, La Trois) ont bénéficié du télétexte belge jusqu’en février 2024. La raison principale de son abandon fut le faible nombre d’utilisateurs. Cependant, le sous-titrage est toujours disponible.
En janvier 2019, les chaînes suisses de la SSR diffusent un service télétexte, notamment sur les réseaux câblés. Le service télétexte de la SSR est par ailleurs disponible sur Internet. Ses principales rubriques sont les actualités, les résultats sportifs, la météo, la bourse, le programme de radio et de télévision, et le trafic routier.
Le télétexte a aussi été utilisé dans les Laserdisc PAL pour offrir un sous-titrage sans incruster les textes dans l'image.